# 贝尼曼特利
贝尼曼特利，是西班牙巴伦西亚自治区阿利坎特省的一个市镇。总面积38km2，总人口402人（2001年），人口密度11人/km2。